# 延斯·阿尔特曼
延斯·阿尔特曼（德語：Jens Altmann，1968年3月28日—），德国男子排球运动员。他曾代表德国参加1996年和2000年夏季残疾人奥林匹克运动会排球比赛，获得二枚金牌。